# Trierer Straße 36 (Weimar)

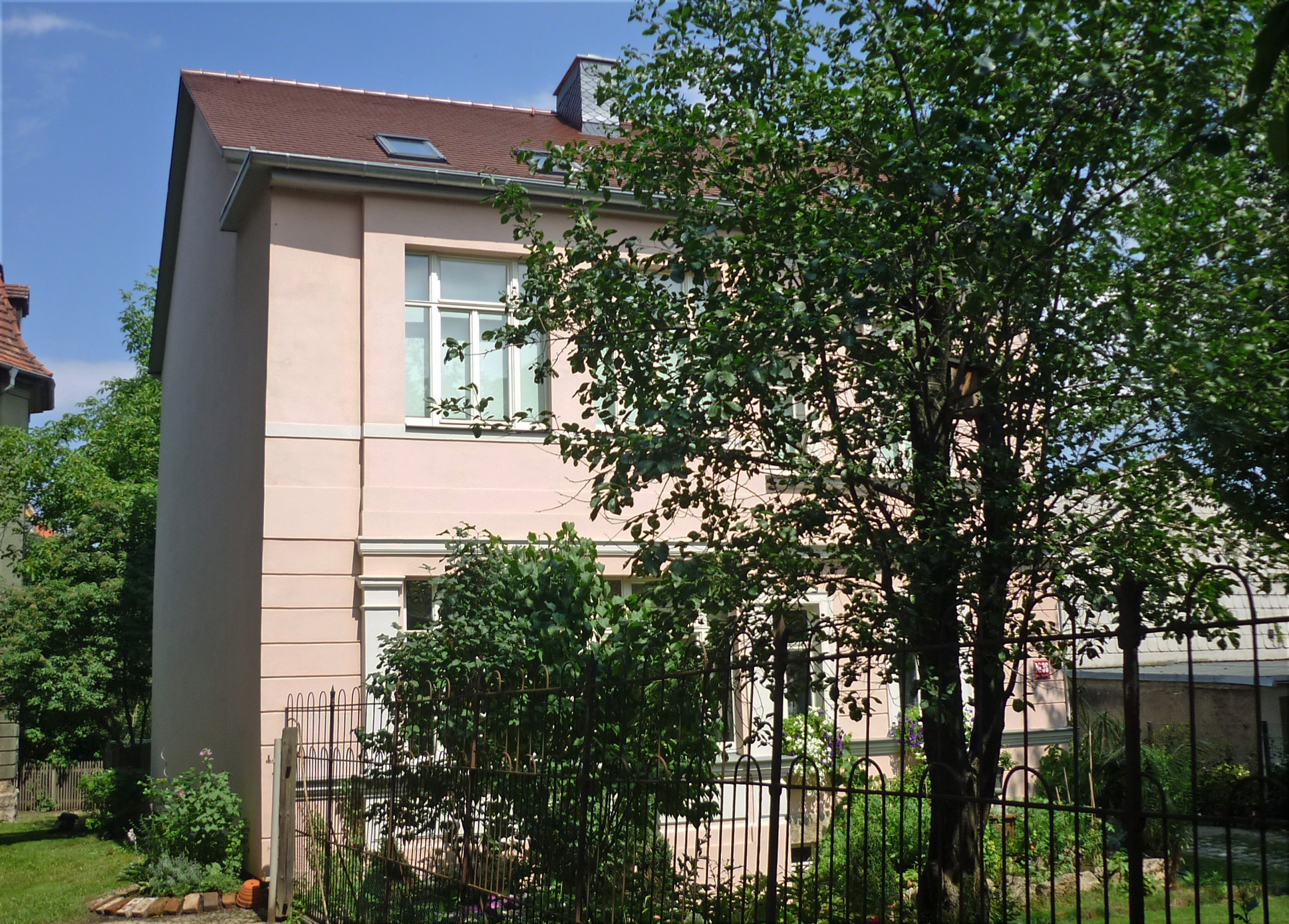
Trierer Straße 36

Das Haus Trierer Straße 36 oder das Haus Hagen in der Westvorstadt von Weimar ist ein denkmalgeschütztes Wohnhaus des Historismus.

## Geschichte
Das Wohnhaus entstand 1881/82 im Auftrag des Bauunternehmers Adalbert Danz nach dem Entwurf des Zimmermeisters Theodor Reinhard. Es wurde als Einfamilienhaus konzipiert. Dass es Haus Hagen genannt wird, liegt daran, dass der Maler und Professor der Weimarer Malerschule Theodor Hagen (1841–1919) dieses erworben und bewohnt hatte. Er ließ 1894 an der Südseite einen zweigeschossigen Vorbau anbringen, womit der vormals rechteckige Grundriss verändert wurde. Es steht zurückgesetzt von der Straßenflucht um die Breite des Vorgartens. Das Gebäude besitzt eine spätklassizistische Zementstuckfassade. Die bauzeitliche Innenausstattung ist weitgehend erhalten.
Am 21. Juni 2001 wurde am Gebäude eine Gedenktafel für Hagen angebracht.